# Trg kralja Tomislava (Čapljina)
Trg kralja Tomislava nalazi se u samom centru Čapljine i predstavlja mjesto okupljanja jer se na njemu često održavaju razni koncerti, priredbe i slavlja.
Svojom centralnom lokacijom služi kao važna poveznica između različitih dijelova grada.